# 那覇市民会館
那覇市民会館（なはしみんかいかん、英語：Naha Civic hall）は、かつて沖縄県那覇市寄宮に所在した多目的ホール。
1970年（昭和45年）11月に完成し、2016年（平成28年）10月に休館。
その後、後継施設として、2021年（令和3年）10月31日に那覇文化芸術劇場なはーとを開館している。

## 概要
アメリカ統治下にあった1970年（昭和45年）11月に完成。
南風原村(現・南風原町)出身の建築家・金城信吉が設計。総工費は182万ドル(当時)だったが、そのうちの16万ドルは県内外の機関、市民からの募金で賄われている。
開館当初の大ホールの座席数は1,504席で、他に800人規模の収容の中ホールも擁していた。また、大ホールには2枚の緞帳が備えられ、このうち朝日の模様が施された第2緞帳については、松下電器産業（現・パナソニック）からの寄付により製作された。
また、アメリカ統治下に置かれた戦後の沖縄においてアメリカ様式の建造物が増加していく中で、失われつつある沖縄の風景を取り戻したいという願いから、建物を構成する資材は沖縄の各地域から集め、「あまはじ」や「ヒンプン」など沖縄民家の伝統的な建築様式を採り入れている。
1993年（平成5年）度の大規模改造事業により大ホールの客席数は1,504席から1,372席となった。
2006年（平成18年）には、DOCOMOMO JAPAN選定 日本におけるモダン・ムーブメントの建築に選ばれている。

## 老朽化による休館、解体へ
2007年（平成19年）頃以降、当施設では経年劣化によるコンクリート剥離が頻発していた。
那覇市では2015年（平成27年）度から耐震検査を行っていたが、老朽化に伴う耐震検査などを改めて実施するという名目で2016年（平成28年）11月より2017年（平成29年）6月にかけて一時休館が予定されていた。
しかし、2016年（平成28年）10月12日に当時の那覇市長・城間幹子が、同年9月末まで実施した耐震検査にて国の耐震基準を満たしておらず、震度6強以上の地震による倒壊の可能性が高いとの結果になり、コンクリートの中和化と鉄筋の腐食により耐久性が確保されていない建物と判断されたため「市民の安心安全に万全を期すため」として翌日10月13日からの休館を発表。
その後、識者や沖縄市民で構成する「那覇市民会館保存可能性等検討委員会」を設置し、当施設の取り扱いについて協議を行った。
那覇市による調査では、耐震補強工事や柱、梁などの改修だけで約31億円が必要になるほか、内装の改修が必要になった場合は更に費用が嵩むとした。そして、補強や改修の完成まで少なくとも3年かかることも発表。更に、耐震補強と改修工事により20～30年は施設を維持できるとする一方で、この耐震補強工事では沖縄の伝統的建造物として評価が高い雨端（あまはじ）を複数の壁で固定する計画とされていることから「外観を損ねる恐れがある」との指摘が為されていた。
「保存可能性等検討委員会」による協議の結果、当施設自体は解体する一方で特徴的部分を再現する「部分復元」を基本とする方法が最良との結論に達し、2019年（令和元年）10月24日、市長の城間に答申を行った。再現すべき主な特徴的部分として、「ひんぷん」や「雨端（あまはじ）」（ひさし）、「赤瓦」を挙げた。そして、利用可能な部分や材料については活用する、とも表明した。
2021年（令和3年）頃から当施設の記録・保存に向けてのプロジェクトが始動、NHK沖縄放送局との協働により、2022年（令和4年）春に当施設のVR版が出来上がりNHK番組などにて公開。そして2023年（令和5年）春にNHKから那覇市に対して完成した当施設VR版などを提供した。
2024年（令和6年）9月、那覇市は同年11月より当施設の解体工事に着手すると表明、同年11月14日には解体工事を目前に控えての棟下式（むねおろしき）を挙行した。解体工事は同年11月15日に始まり、2026年（令和8年）2月頃に完了予定。

## 特記事項

### 沖縄復帰記念式典
1972年（昭和47年）5月15日に施行された沖縄返還の際、当施設は東京・日本武道館と共に、沖縄返還施行当日に開催された沖縄復帰記念式典の会場として使用された。
その復帰記念式典の開催当日、沖縄会場となった当施設に於いては、午前中に日本武道館と共に政府主催の沖縄復帰記念式典を、午後には沖縄県主催の「沖縄県発足式典」をそれぞれ開いているが、その当日の午前・午後とも、当施設に隣接する与儀公園に於いては政府主導の沖縄返還に抗議するデモや集会が開かれていた。

### 跡地活用について
当施設と同じく真和志地区内に所在し、同じく老朽化を理由に2024年（令和6年）9月末を以て閉鎖した那覇市役所真和志支所が、2028年に当施設跡地に建設される「新真和志支所複合施設（仮称）」に移転する予定となっている。

### デジタル保存「バーチャル那覇市民会館」
2016年（平成28年）より休館し、解体予定とされた当施設について、那覇市とNHK沖縄放送局がこれを3Dデータとしてデジタル保存するプロジェクトを立ち上げ、館内の測量などを実施。2021年（令和3年）10月のうちに測量をほぼ終え、同年11月12日に両者の間で記録保存に関する協定を締結。
その後、NHKは測量で得られた3Dデータを基に、沖縄国際大学産業情報学科・大山健治講師の研究室と連携して、デジタル空間上に於ける当施設の再現に着手。「地元の宝を後世に引き継ぎたい」との思いを抱きつつ約5か月かけて製作、2022年（令和4年）3月には当施設の後継施設である那覇文化芸術劇場なはーとに於いて当施設VR版のデモ展示を実現させた。
そして2023年（令和5年）03月24日、NHKから那覇市に対して、NHK取得の那覇市民会館の3Dのデジタルデータ、並びにそれを基に制作した「バーチャル那覇市民会館」のデータを提供するに至った。

## 交通
- ゆいレール 安里駅下車、徒歩で約10分。

## 周辺
- 与儀公園
- 沖縄県立図書館(但し、現在は那覇市泉崎のカフーナ旭橋A街区(那覇バスターミナルと同建物)に移転。旧図書館は建物だけ残っている。)
- 那覇市立図書館